# Зоря ван Маанена
Зоря ван Маанена — тьмяний білий карлик у сузір'ї Риб. Розташований на відстані 14,1 світлових років від Сонця.

## Історія
Зорю відкрив у 1917 році американський астроном Адріан ван Маанен: він помітив її великий власний рух (2,98 кутових секунди на рік), порівнюючи фотографії неба в сузір'ї Риб, зроблені в 1914 і 1917 рр.
Цей білий карлик є третім серед відомих за відстанню від Сонця — після Сіріуса B та Проціона B (саме в такому порядку). Крім того, він є найближчим із відомих окремих білих карликів (що не входять до складу подвійних систем). Зоря ван Маанена є четвертим білим карликом, відкритим після Сиріуса B, Проціона B та 40 Ерідана B. Він також є першим відкритим окремим білим карликом.

## Характеристики
Зоря розташована на відстані 14 світлових років від Сонця, але, попри близькість, її не видно неозброєним оком, оскільки її візуальна зоряна величина становить лише 12,4. Будучи білим карликом спектрального класу DZ7, зоря має в спектрі лінії металів. Вік зорі оцінюється в 10 мільярдів років або навіть більше. Оскільки білі карлики не мають власного джерела енергії й світять за рахунок залишкового тепла (після закінчення термоядерних реакцій), температура поверхні зорі ван Маанена, зважаючи на її великий вік, становить лише близько 4000 K, що відповідає температурі фотосфер червоних зір головної послідовності спектральних класів K і М. Тобто ця зоря — радше «червоний білий карлик».
Маючи масу 70% від сонячної й розміри, порівнянні із Землею, зоря ван Маанена випромінює світла в 5000 разів менше Сонця.

## Можливі супутники
Станом на 2011 рік можливість існування субзоряного супутника у зорі ван Маанена залишається невизначеною. У 2004 році було одне підтверджувальне і одне заперечувальне повідомлення щодо його виявлення. У 2008 році з'явилися відомості з космічного телескопа Спітцера, які виключають існування у зорі ван Маанена супутників з масою чотири або більше маси Юпітера на відстані 1200 а. е. від зорі.

## Найближче оточення
Перелічені нижче зоряні системи розташовані в межах 10 світлових років від зорі ван Маанена.
| Зоря            | Спектральний клас   | Відстань, св. років |
| G 158-27        | M5,5 V              | 4,3                 |
| L 1159-16       | M4,5 Ve             | 4,6                 |
| YZ Кита         | M4,5 Ve             | 5,7                 |
| τ Кита          | G8 Vp               | 6,2                 |
| BR Риб          | M1 Ve               | 6,8                 |
| L 722-22 AB     | M4 V / M4 V         | 7,4                 |
| UV Кита AB      | M4,6 Ve / M6,0 V    | 7,6                 |
| Зоря Тігардена  | M6,5 V              | 7,8                 |
| Глізе 876       | M3,5 V              | 8,9                 |
| EZ Водолія ABC  | M5,0-5,5 Ve / M / M | 9,0                 |
| Грумбрідж 34 AB | M1,5 V / M3,5 Ve    | 9,1                 |
| Росс 248        | M4,9-5,5 Ve         | 9,5                 |
| EQ Пегаса AB    | M3,5 Ve / M4,5 Ve   | 9,3                 |
| ε Ерідана       | K2 V                | 9,9                 |
| HD 4628         | K1-2 V              | 10,0                |